# Trichloorfenol
Trichloorfenol is een organische verbinding van fenol en chloor, met als brutoformule C6H3Cl3O. De stof bestaat uit een verbinding van 3 chlooratomen aan een hydroxybenzeenring. Er bestaan 6 isomeren van trichloorfenol:
- 2,3,4-trichloorfenol
- 2,3,5-trichloorfenol
- 2,3,6-trichloorfenol
- 2,4,5-trichloorfenol
- 2,4,6-trichloorfenol
- 3,4,5-trichloorfenol

Structuurformule van 2,3,4-trichloorfenol
Structuurformule van 2,3,5-trichloorfenol
Structuurformule van 2,3,6-trichloorfenol
Structuurformule van 2,4,5-trichloorfenol
Structuurformule van 2,4,6-trichloorfenol
Structuurformule van 3,4,5-trichloorfenol